# Jimmy
Jimmy är ett mansnamn och vanligen smeknamn för James. Andra, närbesläktade, smeknamnsformer för samma namn är Jim, Jimpa och (mer ovanligt) Jimbo.
Namnet Jimmy härstammar från det hebreiska Jakob som betyder "må han skydda". Namnet har förekommit i Sverige sedan tidigt 1800-tal och hade sin storhetstid på 1980-talet. 
Namnet har bara haft namnsdag i Sverige 1988-1992 och då var datumet den 15 juni. I den finlandssvenska namnsdagslängden har Jim namnsdag 25 juli sedan 1995. Från 2015 finns också parallellformen Jimmy i den finlandssvenska namnsdagskalendern.

## Kända personer med förnamnet Jimmy eller Jimmie
- Jimmy Jansson, svensk handbollsspelare
- Jimmy Jansson, svensk sångare i The Poets
- Jimmy Jansson, svensk socialdemokratisk politiker
- Jimmy Lidberg, svensk brottare
- Jimmy Nordin, svensk friidrottare
- Jimmy Swaggart, amerikansk TV-predikant och gospelmusiker
- Jimmy "Jimbo" Wales, grundare av Wikipedia
- Jimmie Ericsson, ishockeyspelare
- Jimmie Åkesson, partiledare Sverigedemokraterna

## Kända personer med Jimmy eller Jim som smeknamn
- Jimmy Buffett, amerikansk pop- och countryartist
- Jim Clark, skotsk racerförare
- Jimmy Carter, amerikansk president
- Jimmy Connors, amerikansk tennisspelare
- Jimmy Dorsey, amerikansk jazzmusiker
- Jimi Hendrix, amerikansk gitarrist
- Jimmy Hoffa, amerikansk fackföreningsledare
- Jimmy Kimmel, amerikansk programledare
- Jim Morrison, amerikansk poet, låtskrivare och sångare
- Jimmy Page, engelsk gitarrist
- Jim Parsons, amerikansk skådespelare